# Chris Andre Jespersen
Chris Andre Jespersen (Etne, 18 ottobre 1983) è un fondista norvegese.

## Biografia
In Coppa del Mondo ha esordito il 6 dicembre 2003 a Dobbiaco (72°) e ha ottenuto la prima vittoria, nonché primo podio, il 24 febbraio 2008 a Falun, in staffetta.
Il risultato più rilevante della sua carriera è il secondo posto al Tour de Ski 2013-2014, alle spalle del connazionale Martin Johnsrud Sundby, nel quale si aggiudicò la tappa conclusiva con arrivo all'Alpe del Cermis.
Ha debuttato ai Giochi olimpici invernali a Soči 2014 (6º nella 15 km, 32º nella 50 km, 4º nella staffetta) e ai Campionati mondiali a Falun 2015 (8° nella 15 km).

## Palmarès

### Mondiali juniores
- 2 medaglie:
  - 1 oro (30 km a Sollefteå 2003)
  - 1 argento (staffetta a Sollefteå 2003)

### Coppa del Mondo
- Miglior piazzamento in classifica generale: 4º nel 2014
- 6 podi (3 individuali, 3 a squadre):
  - 1 vittoria (a squadre)
  - 3 secondi posti (2 individuali, 1 a squadre)
  - 2 terzi posti (1 individuale, 1 a squadre)

#### Coppa del Mondo - vittorie
| Data             | Località | Nazione | Spec.                                                                  |
| ---------------- | -------- | ------- | ---------------------------------------------------------------------- |
| 24 febbraio 2008 | Falun    | Svezia  | 4x10 km (con Martin Johnsrud Sundby, Morten Eilifsen e Petter Northug) |

#### Coppa del Mondo - competizioni intermedie
- 3 podi di tappa:
  - 1 vittoria
  - 2 terzi posti

##### Coppa del Mondo - vittorie di tappa
| Data           | Località      | Nazione | Competizione | Disciplina |
| -------------- | ------------- | ------- | ------------ | ---------- |
| 5 gennaio 2014 | Val di Fiemme | Italia  | Tour de Ski  | 9 km TL PU |

Legenda:

TL = tecnica libera

PU = inseguimento